# 1900년 하계 올림픽 사격 남자 300m 자유 소총 입사
1900년 하계 올림픽 사격 남자 300m 자유 소총 입사는 프랑스 파리에서 개최된 1900년 하계 올림픽 사격의 세부 종목이다. 1900년 8월 3일부터 5일까지 파리에서 진행되었다. 6개국에서 30명의 선수가 참가하였다.

## 경기 결과
각 선수는 총 40회 사격하고, 400점 만점으로 점수가 계산된다.
| 순위 | 선수                         | 점수 |
| ---- | ---------------------------- | ---- |
| 1    | 라스 요르겐 매드슨 (DEN)     | 305  |
| 2    | 올레 외스트모 (NOR)          | 299  |
| 3    | 샤를 포미에 (BEL)            | 298  |
| 4    | 폴 반 아스브로에크 (BEL)     | 297  |
| 5    | 프랑츠 뵈클리 (SUI)          | 294  |
| 6    | 에밀 켈레베르거 (SUI)        | 292  |
| 7    | 줄 부리 (BEL)                | 282  |
| 7    | 알프레트 그뤼터 (SUI)        | 282  |
| 9    | 헬메르 헤르만드센 (NOR)      | 280  |
| 10   | 오귀스트 카바디니 (FRA)      | 278  |
| 11   | 비고 옌센 (DEN)              | 277  |
| 11   | 안데르스 페테르 니엘센 (DEN) | 277  |
| 13   | 톰 시베르그 (NOR)            | 275  |
| 14   | 마르퀴스 라번스바이지 (NED)  | 272  |
| 14   | 콘라트 스타헬리 (SUI)        | 272  |
| 16   | 올라프 프리덴룬트 (NOR)      | 271  |
| 17   | 레옹 모뢰 (FRA)              | 269  |
| 17   | 루이스 리차르데트 (SUI)      | 269  |
| 19   | 모리스 르코크 (FRA)          | 268  |
| 19   | 아실 파로슈 (FRA)            | 268  |
| 21   | 에두아르 미앵 (BEL)          | 265  |
| 22   | 악셀 크리스텐센 (DEN)        | 261  |
| 22   | 윌케커 푸르만 (NED)          | 261  |
| 24   | 르네 도마 (FRA)              | 254  |
| 25   | 헨릭 실렘 (NED)              | 249  |
| 26   | 올레 세테르 (NOR)            | 239  |
| 26   | 솔코 판 던 베르그 (NED)      | 239  |
| 28   | 라우리스 옌센 키베르 (DEN)   | 238  |
| 28   | 안토니위스 바우언스 (NED)    | 238  |
| 30   | 요세프 바라스 (BEL)          | 233  |

## 메달리스트
| 종목                     | 금                          | 은                       | 동                   |
| ------------------------ | --------------------------- | ------------------------ | -------------------- |
| 남자 300m 자유 소총 입사 | 라스 요르겐 매드슨 · 덴마크 | 올레 외스트모 · 노르웨이 | 샤를 포미에 · 벨기에 |

## 참고 문헌
- 국제 올림픽 위원회 - 1900년 하계 올림픽 사격 경기 결과 (영어)
- De Wael, Herman. 《Herman's Full Olympians: "Shooting 1900"》. Charles Beck.
- Mallon, Bill (1998). 《The 1900 Olympic Games, Results for All Competitors in All Events, with Commentary》. Jefferson, North Carolina: McFarland & Company, Inc., Publishers. ISBN 0-7864-0378-0.